# Ньюман, Обри Строд
Обри Строд Ньюман (анг. Aubrey Strode Newman; 30 января 1903 года, Клемсон, Южная Каролина, США — 19 января 1994 года, Сарасота, Флорида, США) — генерал-майор армии США. Во Второй мировой войне Ньюман командовал 34-м пехотным полком в составе 24-й пехотной дивизии. Он принимал участие в битве за Лейте во время освобождения Филиппин от японских войск.

## Военная карьера
Обри Строд Ньюман родился 30 января 1903 года в городе Клемсон в семье профессора колледжа. В 1925 году Обри Ньюман окончил Военную академию США и был назначен в 29-й пехотный полк в Форт Беннинге, штат Джорджия. В 1928 году лейтенант Ньюман принимал участие в IX летних Олимпийских играх в Амстердаме (Нидерланды) в соревновании по пятиборью и занял 16 место.
В 1944 году был назначен командиром 34-го пехотного полка. 20 октября 1944 года, во время высадке на остров Лейте, полковник Ньюман крикнул «Следуй за Мной!» и поднял солдат в атаку, за что получил крест «За выдающиеся заслуги». 30 октября 1944 года во время штурма близ Джаро Ред на острове Лейте Ньюман был ранен в живот и до конца войны проходил лечение. После войны учился в Военном колледже армии США. В 1949 году он был назначен начальником штаба 11-й воздушно-десантной дивизии, а затем стал командиром 511-го воздушно-десантного пехотного полка. В 1951 году он был назначен начальником штаба сил обороны Исландии, которые только были образованы.
В 1953 году он занял должность заместителя командующего пехотным центром в Форт-Беннинге. В 1960 году Ньюман ушёл в отставку и вместе с женой поселился в Сарасоте, штат Флорида.

## Литературная деятельность
В 1932 году Обри Ньюман напечатал первую статью в журнале «Пехота» под псевдонимом «Stone Borealis». После отставке из армии США начал заниматься литературной деятельностью. С 1966 по 1988 год был автором колонки «Передний край» в журнале «Army». В 1983 году он был награждён медалью «За выдающуюся службу», за творческие успехи.
Ньюман является автором трёх книг:
- Следуй за мной: человеческий фактор в руководстве (1981 год)
- Из чего сделаны генералы? (1987 год)
- Следуй за Мной II: Больше о человеческом факторе в руководстве (1992 год).

В 1987 году спортивный комплекс 24-й пехотной дивизии стоимостью в 5 миллионов долларов получил название «Фитнес-центр Ньюмана». В 1989 году он становится «Почетным полковником» 34-го пехотного полка. 19 января 1994 года Обри умер и похоронен на кладбище Уэст-Пойнта.

## Примечание
1. ↑  Aubrey Newman Bio, Stats, and Results (англ.). Olympics at Sports-Reference.com. Дата обращения: 20 января 2020. Архивировано из оригинала 15 декабря 2012 года.
2. ↑  Aubrey S. Newman, 90, Colonel Famed for 'Follow Me!' Battle Cry. The New York Times. 22 января 1994. Архивировано 6 июня 2019. Дата обращения: 20 января 2020.
3. 1 2  Memorial. web.archive.org (25 сентября 2013). Дата обращения: 20 января 2020. Архивировано 25 сентября 2013 года.